# Cristóbal Mosquera de Figueroa
Christóbal Mosquera de Figueroa, född i Sevilla 1547, död i Écija 1610, var en spansk poet, som räknas till den spanska guldåldern.
de Figueroa studerade i Salamanca och Osuna och var lärjunge till Juan de Mal Lara. Han var domare i Utrera, El Puerto de Santa María och till sist i Écija. Som poet var han, i enlighet med tidens ideal, inte originell i en senare tids mening, utan återanvände material från sina förebilder. Bland dessa kan nämnas Garcilaso de la Vega, Fernando de Herrera och broder Luis de León. Hans sakrala poesi sysslar med förkärlek med ämnet Kristi lidande.